# Steam
Steam（スチーム）は、PCゲーム・PCソフトウェアおよびストリーミングビデオのダウンロード販売とハードウェアの通信販売、デジタル著作権管理、マルチプレイヤーゲームのサポート、ユーザーの交流補助を目的としたプラットフォーム。開発および運営は、Valve Corporationが行っている。

## 特徴
ユーザーはSteamでゲームを購入またはゲームの使用権を登録し、Steamのアカウントとゲームとを紐付けることにより、インターネット環境のあるどのPCからでもゲームのインストールやプレイを行うことができるアプリ。また、ディスクやパッケージといった物理的メディアは不要であり、メディアを保管する手間が省ける。そのため、PCを買い換えたときやシステムをクリーンインストールしたときの後に、別のPCで手持ちのゲームを遊びたい場合やアンインストールした昔のタイトルを再度プレイしたい場合に、容易にプレイ環境を整えることができる。また、ゲームのアップデートは自動で行われるため、バージョン管理の手間が不要で、マルチプレイの際にバージョン不一致でプレイできないなどの問題も発生しない。
さらに、開発会社（デベロッパ）は、商品流通にあたってSteam以外の中間業者を挟むことなく販売できる。このため、販売価格が安く設定でき、開発会社が得られる利率も多い。これは、物理的メディアの店頭販売を引き受ける販売代理店（パブリッシャー）を見つけるのが困難な中小の独立系開発会社（デベロッパ）にとっては、大きな利点である。現に、これらの会社の制作による作品も数多く配信されている。
ただし、一度購入すればゲームの転売はできない。Steamアカウントに一度登録されたパッケージとシリアル番号とは再利用ができないため、中古のパッケージを買ってもゲームをプレイすることはできない。また、初回認証はインターネットの常時接続が必須であり、ゲームのダウンロードには数百MBから数十GBの通信が必要である。

## 配信
ゲームの配信元は、アクティビジョン、エレクトロニック・アーツ、テイクツー・インタラクティブ、Introversion Software、Strategy First、PopCap Games、Id Software、THQ、ロックスター・ゲームズ、アイドス、カプコン、スクウェア・エニックス、ソニーオンラインエンタテインメント、コーエーテクモゲームスなどの大手企業の他、様々な国の中小規模の独立系開発会社もSteamを通じて作品を配信している。
また、Steamでは、ゲーム以外のソフトウェアの配信も行われている。たとえば、ベンチマークソフトウェアなどのユーティリティソフトウェア・動画編集ソフトウェア・DAW・ペイントソフト・ゲームエンジンなども配信されている。
2019年1月の時点で30,000本以上のコンピュータゲームが配信されており、2021年2月には同時接続数が2600万人を突破した。SteamはMicrosoft Windowsをプラットフォームとしてスタートしたが、現在ではWindowsのほか、macOS、Linux、iOS、Android、PlayStation 3（部分的）をサポートしている。2022年10月には前年を上回る同時接続者3000万人を突破した。2024年9月23日にはさらに上回る3800万人を超えた。

## 歴史
Steamの開発はおおよそ2002年にはじまったとされている。開発中の名称は「Grid」と「Gazelle」だった。一般に周知されたのは2002年5月22日のGame Developers Conferenceにおいてで、分散ネットワークとして紹介された。ゲームの統合機能を紹介する目的で、Relic EntertainmentがImpossible Creaturesの特別バージョンを作成した。
クライアントとしてのSteamバージョン1.0がダウンロード可能となったのは、2002年の『カウンターストライク』1.6のベータ期間からで、オンラインコンピュータゲームの自動更新システムとして登場し、2004年に、World Opponent Networkの閉鎖と同時にSteamに統合された。
その後Valveは、複数の開発元や開発者が製品をSteamで公開するように交渉した。代表的な例はRag Doll Kung FuとDarwiniaで、他にも2005年の冬にカナダのStrategy FirstがValveとパートナーシップを結び、現在及び将来のゲームの供給を約束した。
後に家庭ゲームのハードを開発する大手企業もSteamの配信に参戦し、ソニーインタラクティブエンタテインメントは2016年までに「HELLDIVERS」および「Everybody's Gone to the Rapture」で試験的にゲームを発売した後、2020年以降からHorizon Zero Dawnをはじめとした一部の大作をPCに移植し始めた。Microsoftに関しても2009年からSteam市場が誕生している。

### ハーフライフ2の配信
2004年12月16日、Steamの本格的なダウンロード販売の先駆けとなる『ハーフライフ2』が公式配信された。配信はほとんどの地域でうまくいったが、後にハーフライフ2をプレイできない購入者が続出した。配信直前にSteamのシステムに問題が発見されたのが間接的な原因であった。これを復旧するためヨーロッパの認証サーバが5時間停止していたが、認証サーバ停止中に購入した人はゲームをプレイすることができなくなっていた。他にも、ダウンロードが延々と続いて無用のアップデートをさせられるなどの問題が起こった。
その後の度重なるアップデートを経て、現在はこのようなトラブルは滅多に起こらなくなっている。

### 海賊版対策
HL2が発売された当初、クラッカーの中には『ハーフライフ2』の起動プロセスを改造してSteamの認証サーバを騙し、無料で入手できるようにするものも現れた。Valveは直ちにサーバを改良して、アカウントの停止を行った。
Steamの認証サーバを騙すクラックは不可能となったものの、その後もSteam配信のゲームから海賊版が根絶されたわけではなく、Steamを経由せずシングルプレイヤー部分（インターネットの接続を要しない部分）のみがプレイできるように細工された海賊版は出回り続けている。しかし、マーケティング部門副社長のダグ・ロンバルディによれば、発売日前および発売日直後の海賊版流出こそが最も売り上げに影響する深刻な問題であるとValve社は捉えており、その意味で現時点のプロテクションは十分効力を発揮しているとの認識を示している。

### Mac版Steam
2010年5月12日より、Valve社のゲームエンジン、Source Engineの対応と合わせ、Mac版のSteamが利用可能になった。立ち上げに併せ、Source Engineを用いたValve作品の代表作であるHalf-Life 2シリーズ、Left 4 Deadシリーズ、『Counter-Strike』などがラインナップに上がったほか、『Team Fortress 2』も一足遅れて対応となった。順次独立系開発会社の製品も多くがMac対応版をリリースした。Mac向けのSteamはすべてのSteamworks APIをサポートしており、さらに「Steam Play」という新機能により、Windows版、Mac版どちらかの同製品を購入したユーザーは、同一のライセンス・一本分の値段で複数のプラットフォーム・バージョンをもプレイすることが可能となった。またMac版は一部ローカライズされている部分が欠落されており、メニュー等が一部英語になっている。Mac版におけるチャット等の日本語入力においては不安定であり「こんにちは」と入力し確定すると「こここここ」など最初の文字だけになったり、「こんにちはこんにちは」と二重になる場合がある。
macOS Catalina以降は32ビットのアプリケーションが動作しなくなったため、一部のゲームが動作不可となっている。ただし対処法としてmacOS Mojave以前のバージョンを使用するか、Boot Campを使用するか、Steam Playを使用するなどがある。

### ソフトウェア配信システムの変遷
2012年、Valve SoftwareはSteam Greenlightというシステムを開始した。このシステムは、ゲームソフトの開発者がゲームのアイデアを発表し、ユーザーがSteamで購入する価値があるかどうかを投票で決めるものである。
このサービスは100ドルの申請料を払いさえすれば誰でも投稿できるというシステムであったため、フェイクゲーム（ゲームとして成り立たないようなプログラム）の投稿をする者がいることが問題視されていた。
2017年2月11日、ValveはSteam Greenlightを将来的に廃止することを決定し、フェイクゲーム対策を施した後継システムであるSteam Directを同年春に運用する予定であることを発表した。
2017年6月6日、Greenlightの運用が廃止され、新規のGreenlightアイテムの登録及びユーザからの投票が凍結された。同日、Steam Directの正式運用が6月13日から開始されることが発表された。Steam DirectではGreenlight同様にリリース申請のため開発者は100ドルの料金を納めることになる。ただし、これまでにSteamで活動していなかった新規の開発者には、料金支払後の約1ヶ月間は審査期間となりその間はソフトウェアをリリースできない。また、リリース予定日の数週間前までに「近日公開」ページをSteamに登録しなければならない。Steam Directでリリースされたソフトウェアの売り上げが1000ドルに達した時点で、最初に支払った100ドルは返金されるとしている。

## Steamの機能・利点

### アカウント統合型のダウンロード購入システム
ユーザはSteamストアを利用してゲームを購入することができる。パッケージやゲームディスク、CDキー（シリアル番号）すら使わず、購入したソフトウェアは直ちにユーザのSteamアカウントのライブラリへ追加され、利用できるようになる（アカウント登録は無料）。ゲームを購入した後は、ユーザはSteamを通してどのPCからでもゲームをダウンロードし、プレイすることが可能となる。
また、SteamはCDキーによるゲームのアクティベーションに対応しており、Steamストア以外の小売店で購入したゲームをライブラリに追加することが可能となっている。小売店としても在庫コストがかからない「CDキーのみ」の販売とした方がメリットが大きく、海外のゲーム販売サイトはほとんどがSteamに登録できるCDキーのみを販売するという形態が取られている。

### ユーザビリティ
ユーザが所持するゲームはSteamクライアント上のライブラリと呼ばれるタブにリスト表示されており、初めてプレイする際にはここからインストールを選ぶとダウンロードのプロセスが開始される。この時、もしゲームに複数のバージョン（64ビット版・32ビット版など）や対応言語がある場合は、Steamがコンピュータの環境（ハードウェア・ソフトウェア）を調べた上で、自動的に適切なバージョンが選択される。例えば、複数の言語でリリースされている中で日本語のデータが含まれ、かつSteamクライアントが日本語に設定されていれば、インストールされるゲームも自動的に日本語版となる。
Steamはゲームを自動で更新する機能も備えている。元来、PCゲームではゲームの不都合などがパッチで修正可能な場合、当該のパッチをメーカーの公式サイトもしくはサードパーティのミラーサイトからダウンロードし、手動でインストールする必要があった。公式サイトが既に閉鎖された古いゲームや、段階的に適用しなければならないパッチが継続的にリリースされているようなゲームでは、再インストールの際にバージョンを最新にすることが困難になる。Steamでは、インストールされているゲームが最新の状態であるか、オンライン時に常に確認するシステムになっており、更新があればSteamのダウンロードサーバから自動的にダウンロードが始まり、修正が適用される。これらは全てバックグラウンドで全自動で行われるようになっており、ユーザは煩雑な手間抜きに常に最新のバージョンでゲームをプレイすることができる。
さらに、Steamクラウドと呼ばれるクラウド機能に対応したゲーム（『Left 4 Dead』など）では、キーボードやマウスなどの各種設定、マルチプレイで使用する自キャラクターのスキン、シングルプレイでの進捗状況やセーブファイルなどの個人的なデータをSteam側で保存、管理してくれる。これにより、ネットカフェやサブPCなど異なる環境でプレイする際も、それまでの遊び慣れたセッティングでそのままプレイすることが可能となっている。対応しているゲームであれば、この機能はMac版とWindows版の間でも有効になっている。
Steam対応ゲームではオーバーレイ表示機能が標準で付加されており、ゲーム中いつでも呼び出して（デフォルトでは Shift+Tab ）後述するSteamコミュニティの利用や、実績の進捗状況などを確認することができる。
また、Steamクライアントには標準でフレンド間で利用できるインスタントメッセンジャー機能、そしてボイスチャット機能が搭載されており、ゲーム側でボイスチャットに対応していないゲームをフレンドとプレイする際などはこれを利用して容易にコミュニケーションを取ることが可能である。
2011年の2月からはスクリーンショット機能がSteamクライアントに搭載され、ゲームそのものが対応していない場合でもSteamのオーバーレイ機能を通してスクリーンショットの撮影が可能となった。
キャプチャした画像は自分のSteamアカウントにアップロードし、それについてフレンド間でコメントをつけたり、そのままTwitterなどに転載することも可能だが、この機能は現在DirectX 8以前のゲームには対応していない。

### ゲームプレイ関連機能
SteamにはValve Anti-Cheat（VAC）というValveによるチート行為対策の機能が盛り込まれている。VACに対応したマルチプレイヤーゲームにおいてはValveは厳しい監視をしている。チート行為を行ったとされたユーザのアカウントは、ユーザの保有するあらゆるVAC対応マルチプレイヤーゲームからバン（BAN; 締め出し）され、基本的にいかなる理由があってもバンの処分は取り消されることはない。
また、Steamは、独自の実績（アチーブメント）システムも有している。これにより、ゲームの進捗具合を確認できるほか、ユニークな実績を達成するためのさらなるやり込み要素をゲームに付加している。
Steamのクライアントインターフェイスは一部ゲームエンジンを使用したModゲームもサポートしている。購入したゲームと同様、インストールしたModはゲームの一覧のリストにアイコンと共に表示され、そこから起動できるようになっている。ModゲームでもVAC、フレンド機能、サーバブラウザなどのSteamの機能が使えるようになっている。ただし、Steamを通しての配信は不可能で、自動更新やGCF, NCF形式のファイルも使用できない。例外的に、ValveのGoldSrcやSource Engineを利用したゲーム（『Red Orchestra』『RACE The Official WTCC Game』）のみこれらの利用が可能である。

### Steam コミュニティ
Steamはプレイヤー間のソーシャルネットワーク機能も有しており、オンラインフレンドの検索やグループの作成、チャットへの参加、そしてマッチのホストなどが簡単に行える仕組みになっている。
各プレイヤーが持っている「SteamID」の情報ページでは、そのプレイヤーについて、フレンド、2週間以内にどのゲームをプレイしたか、どんなゲームをお勧めしているか、Steamランキング（二週間以内にどのくらいプレイしていたのかを示す0から10の数字）、どのグループに所属しているのか、などの様々な情報を閲覧することができる。
Steamのサーバブラウザを使えば、特定のプレイヤーを検索したり、無視（filter）したり、目的のプレイヤーのいるサーバを登録してそこに参加したりすることができる。全ての操作は共通のメニュー項目から可能で、メニューからどのプレイヤーがどのサーバにいるかを確認することができ、クリックするだけでそのプレイヤーのプレイしているマルチプレイヤーゲームに参戦できる。
フレンド機能やSteamのインスタントメッセージ・ツールを使うことにより、1対1もしくは多対多のやりとりをすることができる。一般的なインスタントメッセージツール同様、アクティビティを非公開の状態にすることも可能で、この機能はフィッシング行為への有効な対策も兼ねている。
各グループはSteamコミュニティ上にサイトを持つことができ、ここを拠点として、活動の予定を立てたり議論を交わすことができる。

### Steam トレーディングカード
Steam トレーディングカードとは、Steam上で取引が可能なバーチャルトレーディングカードシステムである。有料の対応ゲームを一定時間プレイすると自動的にカードがドロップし、そのゲームのすべてのカードを集めることで、カードを消費してバッジを作成（クラフト）することができる。カードには大きなサイズの画像が用意されている場合があり、カードまたは対応バッジを所持している場合に閲覧が可能。
このバッジは自分のSteam プロフィール上に飾ることができるほか、プロフィールで使用できる壁紙や、チャットや掲示板などで使用できる絵文字、さらにゲームのクーポンとSteam レベルの経験値:100 XPがバッジ作成時に同時に獲得できる。このうち壁紙、絵文字にはレアリティが設定されており、レアリティが高いほどドロップ率が低く、希少価値は高い。
ただし、カードのドロップは種類数の半分まで枚数が定められており、ただプレイするだけではすべてのカードが集まることは基本的になく、後述のトレード機能やコミュニティマーケットによる売買などによってカードを揃えることが必須となる。
規定されたカードドロップ枠を使い切ったゲームにおいてはブースターパックの獲得資格が得られる（この資格は週ごとのログインがないと適用されない）。このブースターパックはランダムに3枚のトレーディングカードが封入されており（開封するまで中身を知ることはできない）、プレイヤーの誰かがカード収集バッジを作成するたびに、他の獲得資格を持つプレイヤー全員で抽選が行われ、当選したプレイヤーに対応するゲームのブースターパックが配布される。
バッジを収集する毎に蓄積される経験値によりSteam レベルが上がっていく。このレベルはSteam プロフィールに表示され、トレードでの信用度を測る指標ともされているほか、10上げる毎にブースターパックの当選率を20%ずつ上昇させることができる。同じゲームバッジは5枚分まで作成可能。それによりバッジのレベルを5まで上げることが可能で、一つのゲームバッジにつき最大500 XPまで（レベル1毎に100 XP）の経験値が得られる。極めて稀に通常のカードとは別分類のキラカードがドロップすることがある。このキラカードを集めてクラフトすることでキラバッジが入手できるが、このキラバッジはレベルアップできない。ゲーム収集本数・アカウントからの経過年数・後述するイベント等、特殊な条件によって得られるバッジの持つ経験値は、その条件に応じたものが設定される。
大規模セール時には特別なトレーディングカードとセールバッジが用意されることもある。この特別なカードはセール期間中のクラフトによってクーポンの代わりに獲得できたり、セール期間中の一定額毎のゲーム購入、コミュニティイベントの参加によって入手が可能（これらのカードもトレードやコミュニティマーケットでの売買が可能）。また全セールカードを集めることでクラフトできるセールスカードバッジはレベル上限がなく、いくつも重ねて作成しレベルアップすることが可能である。これは通常レベルアップできないセール用のキラバッジでも同様であり、レベルアップも制限なしに可能。ただしセール期間中のカードはセール期間が終了すると消滅し、セールバッジのクラフトはもちろんカードの交換・売買も不可能になる。
これら、トレーディングカードやブースターパック、壁紙、絵文字はすべて後述するトレード機能での交換やコミュニティマーケットでの売買が可能。人気タイトルではカード一枚だけでも数十円の価格で取引されているものも多く、人気度とレアリティの高いカード・壁紙は数百円を超えるものもある。コミュニティマーケットで使用する仮想通貨「Steam ウォレット」はSteam上の支払い全てに使用可能であり、他のSteam上のゲームやコミュニティアイテムも購入できるため、これらをうまく取引することでゲームの購入額を超える利益を得られる場合がある。

### ファイル配信・認証システム
Steamにはダウンロードしたファイルをチェックする機能がある。大容量ファイルをダウンロードしてインストールするという仕組み上、回線が不安定だとダウンロードデータの破損などが起こる場合もある。この場合、Steamは破損部分のみを再度ダウンロードすることができる。これにより、ユーザは、データの欠落による一からの再インストール（およびそれに伴うストレス）を回避することができる。
「分割ファイルシステム」（Distributed File System）という仕組みをサポートしており、一部のゲームではダウンロードが完了する前にもゲームを起動することができる。ファイルの一覧を作成して必要なファイルだけを要求することによって、ファイル構造が線形で構成されているゲームの場合は、実行部分と最初の部分のダウンロードだけで起動できるようになり、ダウンロード進行中に起動を試みても何ら問題はないが、基本的なファイルが足りない場合はゲームの起動に失敗する。
Steamに適合したゲームの場合、無圧縮のファイル形式.gcfが使用されることがある。これにより、ユーザが重要なファイルを上書きしたり、ファイル汚染を防ぐことができる（例えば、「Pure」サーバではテクスチャやモデルの変更が不公平の元となるので禁止している）。
大作ゲームなど、発売日にサーバ・回線の混雑が予想される場合を考慮し、予約購入したゲームについては暗号化されたファイルをあらかじめダウンロード（プリロード）することが可能となっている。これにより、発売日にはファイルを復号するだけで起動が可能になるため、サーバ・回線の負荷は軽減され、購入者もダウンロードの待ち時間を軽減できる。
初期のバージョンではパッケージ版としてインストールしたプログラムファイルが既にある場合、ダウンロードの手間をかけずにそれをそのままSteamでも使えるようにコンバートする機能があったが、通信速度の向上とブロードバンドの提供エリアの拡大などにより、現在この機能は廃止されている（新しくライブラリにダウンロードするようになり、ライブラリフォルダに既に置かれていた場合は更新箇所のみダウンロードする）。パッケージ版を所有している人はそのCDキーを入力することにより、そのゲームがダウンロード可能になるようになっている。
初めからSteamとの併用を前提に開発されたゲーム（『Warhammer 40,000: Dawn of War II』『The Orange Box』など）はSteam上でのダウンロード販売に加え、パッケージ版も発売されているが、導入にあたってはSteamも同時にインストールされ、プレイする際もSteamによる認証プロセスが必須となる。インストールして以降もSteamにログインしてから起動、更新が行われる仕組みになっている（それまで一般的だったゲームのように、プレイする際に必ずディスクをドライブに入れておく必要はない）。つまり、実質的にはSteam版と全く違いはなく、ゲームに必要なファイルをただディスクに入れることでダウンロードの所要時間を省いて高速インストールできるようにしただけのものといえる。

### 技術
Steamは配信時の接続に独自のインターネットプロトコルを使用し、HTTPやFTPはWeb用に使用する。ダウンロード時にはSteam専用の「コンテンツサーバー」を利用する。Valveによって世界中に設置されており、第三者機関によって承認されている。

## 独自の販売方式

### 価格設定
購入可能なゲームは値段が段階的につけられている。一般的に古いゲームであるほど安く、新しいゲームは高い。通常の小売店での購入であれば、古いタイトルでも発売当初の価格とさほど変わらない値段で売られていたり、そもそも入手が困難であったりする場合も多いが、そうしたものが現在でも確実に・しかも格安で手に入るという利点がある。また新規作品であっても、海外タイトルの場合は並行輸入や代理店を経て販売されている日本国内でのパッケージの販売価格よりも遥かに格安であることが多い。
加えて一部のゲームは単品としての購入以外に、「独立系開発会社制作のパズルゲーム詰め合わせ」「Half-Lifeシリーズ全作品」など何らかの形で関連するいくつかのゲームが入っているパッケージ（詰め合わせ商品）としても販売されることがある。こうしたパックで購入する場合、ゲームにもよるが単品での購入に比べて大きな割引が適用される。（例えばValve Complete Packと呼ばれるValve社製ゲーム全部入りパックでは、単品で個別に買うよりも$169.15も割安になる。）また、下記にあるように、友人間での共同購入やプレゼント利用を意図した、特定タイトルの複数ライセンスのパック販売もあり、こちらも単体で買う場合よりも割安である場合が多い。
以前は、Steamの価格設定は米ドルを基準としていたが、2014年以降は通貨決済が国際化されたため、価格設定は地域に応じて現地通貨で設定されている。日本で販売されているタイトルはすべて日本円で価格が設定されているため、為替レートによって価格が変動することはない。また、物価や国民の所得が低い新興国（アジア・アフリカ諸国など）では価格も先進国に比べて大幅に安く設定されていることが多い。先進国のユーザが不当に安く新興国のユーザからゲームを入手させないために、後述するトレードやギフトはいくつかの新興国においては他国とは隔離する措置が取られている。
頻繁に強気なセールが行われることもSteamの大きな特徴で、中でもそれぞれ週ごとのWeek Long Deal、それぞれ週半ば・週末の数日間行われるMidweek Madness・Weekend Dealがは時期を問わず常に行われており、これらの対象タイトルは格安価格（ある程度時期の経ったタイトルなら50%から80%程度の割引が多いが、AAAタイトルや新作は -20 〜 33% 以下が多い）で購入できる。セールの対象となるタイトルはその時々で変わるため、熱心なゲーマーは期待感を持って毎週これらのセールを注視しており、顧客を惹きつける大きな魅力の一つとなっている。
また年に数回行われる大規模セールでは4,000を超えるタイトルが一挙にセール対象となる。このイベントに限りAAAタイトルでも比較的大きな割引率での販売が行われることが多い。特に大規模なものは、6月頃に開催されるサマーセールと、12月の年末に開催されるホリデーセールで、他にも中規模セールとして不定期で行われるPublisher Weekendなどがあり、特定のパブリッシャーやシリーズにフォーカスを当てたセールが行われる。
他にも、タイトルによっては先行予約や発売直後において割引価格がかかるスペシャルプロモーションが実施されたり、予約/早期購入に特典を付加しているタイトルも存在する。

### ギフト
購入時にギフトオプションを選択すれば、Steamのフレンドへゲームをプレゼントすることができる。2017年以前はゲームのギフトをインベントリに保存しておくことができたが、現在は廃止されている。
このシステムの利用を促すため、マルチプレイ主体のゲームの場合は自分用+ギフト3本分のライセンスが割安でセットになったパック（Four Packと呼ばれる）が販売されていることがある。これは例外的に贈る相手を決めるまで無期限で取っておくことができるため、セール期間中にとりあえず買っておいて後でプレゼントするなどといった利用法も可能。
ごく限られた条件下ではあるが、購入したパック中に既に持っているゲームがあった場合、この余剰分のライセンスがギフトとなり友人にプレゼントすることが可能な場合がある。例えば、『The Orange Box』やValve Complete Packを購入した際の『ハーフライフ2』と『ハーフライフ2 エピソード1』、Left 4 DeadシリーズやPortalシリーズのパックを買った際の1作目など。対象となるゲームや状況は限定されており、通常はパック中のゲームのライセンスの二重購入は考慮されず、2回目に買ったものは無駄になってしまうことが多い。
ちなみに、ValveはこのSteam ギフトを使ったライセンスのプレイヤー間での売買を認めておらず（Steamの利用条件によって明記されている）、規約に違反した場合はアカウントが停止される。ただし、後述するトレードシステムによる取引は認められている。

### コミュニティマーケット
コミュニティマーケットは、前述するトレーディングカードなどのSteamアイテムを売買できるバーチャルマーケットである。ユーザは自由な価格設定が可能で、アイテムごとにそれぞれ売り注文と買い注文を出すことができ、最安値の売り注文が最高額の買い注文にマッチして自動的に取引が成立する。Valve製タイトルのゲーム内アイテムはコミュニティマーケットによって公式にリアルマネートレードが可能で、特に『Team Fortress 2』のアイテム『Mann Co. 物資箱のキー』などは250 - 300円程度の高い価値があり、価格も安定していることから、後述するトレードにおいて疑似通貨として広く用いられる。

### トレード
Steamにはトレーディング機能があり、カード・ブースターパック・壁紙・絵文字・Valve製タイトルのゲーム内アイテム・クーポン・ギフトなどのSteamアイテムをトレードすることが可能となっている。
前述の通りギフトの売買は通常認められておらず、アカウント停止の対象ともなるが、トレード機能においてトレードした場合は認められるため、地域制限により購入できないゲームを入手したい等の理由でトレードは盛んに行われている。

### 販売促進
上記のギフト機能を利用した販売促進目的の手法として、指定されたゲームを一定期間無料で体験できる「ゲストパス」がある。特定のタイトルを購入した際に提供されることがあり、購入者はゲストパスを友人にプレゼントし、マルチプレイヤーのゲームなどを一定期間遊ばせることができる。有効期限が切れればゲストパスは無効になるが、このように友人間でプレイ可能な期間を設けることにより、自然な形で購入を促す仕組みになっている。
さらにもう一つの販売促進として、週末期間の割引であるWeekend dealの対象となったマルチプレイヤーゲームを、割引期間中無料でプレイできるFree Weekendが開催されることがある。この期間中はすでに同タイトルを購入済のプレイヤーと全く同じ条件でマルチプレイヤーゲームのプレイが可能となる。
ゲストパスやイベントの終了後は当然プレイは不可能となるが、その際にインストールされたゲームのファイルはそのまま残留し、任意でアンインストールしない限りライブラリにも表示され続ける。その状態で購入の手続きを行えば即座に継続プレイが可能になり、ゲームを最新の状態まで更新する手間をいくぶんか省くことができる。

### 支払い
ゲームの購入はTLS 1.2により暗号化されている。Steamはさまざまな支払い方法に対応しており、日本ではSteam独自の仮想通貨であるSteam ウォレットのほか、クレジットカード・デビットカード・PayPal・コンビニ決済・銀行振込・LINE Pay・メルペイ・PayPayおよびWebMoneyが利用できる。日本独自の決済方法はデジカとの業務提携により、Komoju を利用している。Steamでは決済通貨の国際化が行われており、日本国内では2014年8月より日本円によるものとなっている。
海外においても独自の決済方法がサポートされており（e.g. WebMoney（日本のWebMoneyとは無関係）、iDeal, PaySafeCard, Moneybookers, Sofortüberweisung / DIRECTebanking.comなど）、決済通貨も国に応じて露ルーブル・リンギット・ルピア・レアル・バーツ・墨ペソ・比ペソ・米ドル・星ドル・NZドル・諾クローネ・加ドル・ユーロ・英ポンドに対応している。かつてはアルゼンチンペソ・トルコリラにも対応していたが、為替レートの大幅な変動を理由に2023年11月20日を以て取り扱いを終了し、米ドルでの決済に変更されている。現地通貨の決済に対応していない国では米ドル決済が採用されている。2023年12月10日現在、現地通貨非対応国向けの米ドル価格設定が地域別に4つ存在する。
- USD_CIS - 独立国家共同体加盟国
- USD_LATAM - ラテンアメリカ諸国
- USD_MENA - MENA諸国
- USD_SASIA - 南アジア諸国

ほとんどの新作は発売日前からの予約が可能である。しかし、上記のプレロード機能との兼ね合いもあり、発売後ではなく予約をした段階で料金の支払いが発生する。
Valveの実施しているValve Cyber Cafe Programにより、ネットカフェでもSteamが使われているゲームを遊ぶことができるようになる。運用形態は二つあり、クライアント数に応じた使用料金の徴収の場合と、Valveの時間追跡システムによるユーザ個別課金の場合がある。

## ローカライゼーション
Steamクライアントは、日本語・スペイン語・ポルトガル語・オランダ語・英語・フランス語・ドイツ語・イタリア語・デンマーク語・ノルウェー語・スウェーデン語・ポーランド語・ロシア語・タイ語・中国語（簡体字）・中国語（繁体字）・韓国語で使用できる。日本語で使用した場合、IMEなどの互換性によりゲームプレイ中のオーバーレイ表示のチャットなどが二重で入力される、日本語入力に切り替えられないなどゲームタイトルごとに弊害もある。
ローカライゼーションシステムの機能には、ほかにも一括の仕様として、Valveの設定した地域ごとによる配信ゲームのロックが存在する。北米に住んでいる人がValveのOrange Boxをロシアやタイなどから購入した場合、地域コードが異なるので、Valveが地域外から購入したことを認識して、認証を取り消してしまう。

## ハードウェアの販売促進
Steamは定期的にどのようなハードウェアが使われているのかを調査している。その情報はハードウェアの製造元に伝わって宣伝や販売促進に役立てられる。
- 例えば、2007年5月にはじまった「ATI Steam Offer」[43]では、グラフィックボードにATI TechnologiesのRADEONシリーズを使用しているユーザに『ハーフライフ2 ロストコースト』と『ハーフライフ2 デスマッチ』が無料で提供された。
- 2008年1月には、『Portal』のデモ版『Portal: The First Slice』がNVIDIAビデオカードを使用しているユーザ全員に提供された。ただし、一つのカードにつき一回のみである。